# Christoph Hackenesch
Christoph Johannes Hackenesch (* 28. Januar 1986 in Bielefeld) ist ein ehemaliger deutscher Basketballspieler.

## Laufbahn
Hackenesch wechselte vom SV Brackwede zu den Paderborn Baskets, mit denen er in der Saison 2005/06 als Meister der Nordgruppe der 2. Basketball-Bundesliga in die Basketball-Bundesliga auf. Bis 2008 bestritt der 2,04 Meter große Innenspieler 35 Bundesliga-Partien für Paderborn, blieb jedoch Ergänzungsspieler.
Hackenesch setzte seine Basketballkarriere bei den SCH Würzburg Baskets fort und war im Spieljahr 2008/09 als Leistungsträger am Aufstieg der Mannschaft von der Regionalliga in die 2. Bundesliga ProB beteiligt. Nach zwei Jahren in Würzburg ging er 2010 nach Westdeutschland zurück und spielte fortan für die Hertener Löwen in der 2. Bundesliga ProB, während er sein Lehramtsstudium in den Fächern Englisch und Sport vorantrieb. Während seiner Zeit in Herten erreichte er mit den Löwen 2011 das Viertel-, 2012 das Halbfinale sowie 2013 abermals das Viertelfinale, Hackenesch wartete in diesen drei Jahren jeweils mit zweistelligen Punktdurchschnittswerten auf und gehörte zudem zu den führenden Reboundern der Mannschaft.
2013 wechselte er zum ETB Essen in die 2. Bundesliga ProA. Dort verbrachte er weitere drei Spielzeiten. 2016 verließ er den Verein, zog nach Würzburg und spielte in der Saison 2016/17 noch für die TG Würzburg in der 2. Bundesliga ProB. Später war er mit der TG Veitshöchheim in der Regionalliga vertreten.